# Lymnaeoidea
Lymnaeoidea is een superfamilie van weekdieren uit de klasse van de Gastropoda (slakken).

## Families
- Acroloxidae Thiele, 1931
- Bulinidae P. Fischer & Crosse, 1880
- Burnupiidae Albrecht, 2017
- † Clivunellidae Kochansky-Devidé & Slišković, 1972
- Lymnaeidae Rafinesque, 1815
- Physidae Fitzinger, 1833
- Planorbidae Rafinesque, 1815